# 高村真理子
高村 真理子（たかむら まりこ、1958年 - 2006年5月4日）は日本の語学教師、ライター、手話シンガー、テレビキャスター。

## 経歴
宮城県生まれ。音声言語獲得以前の幼少時から高度の難聴であったが、ろう学校には通わずに通常の学校（ミッションスクールであったという）で学ぶ。中学3年生の時に手話話者に出会い、手話を使い始める。高校生の頃には赤坂などのディスコに通っていたことが、自著『アメリカ手話で世界が広がった!』に記されている。大学時代はサーフィンに熱中していたほか、モデルとしても活動していた。
大学で栄養士の資格を取った後、2年間病院に勤務。ある日見かけた新聞記事で、カリフォルニア州立大学ノースリッジ校(CSUN) が聴覚障害者のための情報保障を行っていることを知り、1983年から2年間留学。帰国後、英字新聞社、次に広告代理店に勤務。また帰国から2年後、CSUNで知り合った夫と結婚して一児をもうけている。
1995年、聴覚障害者の社会的支援を目的とする社会的企業「WE」を設立。世界各国の聴覚障害者の文化を日本に紹介する。また並行してNHKテレビ「ろうを生きる 難聴を生きる」のキャスター、筑波技術短期大学（現在の筑波技術大学）非常勤講師、アメリカ手話指導、日本のみならず東南アジアのろう学校での手話ダンス指導、ライター、講演会活動など多彩な活動を展開した。映画「バベル」でアカデミー賞助演女優賞にノミネートされた菊地凛子に、手話やろう者の生活実感を指導したのも高村である。
しかし、2006年5月3日、ガンのためアメリカ滞在中に死去。その突然の死は彼女が活動の拠点を置いていた関東の手話関係者に大きな喪失感を与えるものとなり、彼女の追悼イベントには数多くの関係者が詰めかけた。

## 手話歌・手話ダンス
高村は難聴者ではあったが、13歳の時に友人宅でビートルズを（大音量で）聴いて以来、ポピュラー音楽を好んでおり、留学から戻った後には手話歌の歌手としての活動も行うようになった。自らのグループ「フライングハンズ」「ソウルレインボー」での活動の他、ろう者だけで編成されたアメリカのプロのダンスチーム「ワイルドザッパーズ」を日本に紹介し、プロモーターとして公演やワークショップを何度も実現させた。

## 著書・訳書
- 高村真理子『アメリカ手話留学記』径書房、1993年
- 高村真理子『アメリカ手話で世界が広がった!』日貿出版、2005年
- ベン・バーハン、ジョー・デニス『ベーシック・アメリカ手話』径書房、1996年
- ダフネ・グレイ『ミス・アメリカは聞こえない』径書房、2000年